# Menophra berenicidaria
Menophra berenicidaria är en fjärilsart som beskrevs av Turati 1924. Menophra berenicidaria ingår i släktet Menophra och familjen mätare. Inga underarter finns listade i Catalogue of Life.